# Biosteres fulvus
Biosteres fulvus är en stekelart som beskrevs av Szepligeti 1900. Biosteres fulvus ingår i släktet Biosteres och familjen bracksteklar. Inga underarter finns listade.